# Ентоні Блінкен
Ентоні Джон «Тоні» Блінкен (англ. Antony John «Tony» Blinken; нар. 16 квітня 1962, Нью-Йорк) — державний секретар США з 26 січня 2021до 20 січня 2025 року, заступник держсекретаря США (2015—2017), заступник радника з національної безпеки президента США Барака Обами з 2009 до 2013. Він був старшим науковим співробітником у Центрі стратегічних і міжнародних досліджень з 2001 по 2002, помічником команди демократів у сенатському комітеті з міжнародних відносин (з 2002 по 2008). Блінкен також входив до команди Обами-Байдена з листопада 2008 до січня 2009. В адміністрації Клінтона працював у Державному департаменті і на керівних посадах в апараті Ради національної безпеки з 1994 по 2001.
Під час президентства Обами, допомагав США з політикою в Афганістані, Пакистані та ядерною програму в Ірані.

## Ранні роки життя та освіта
Блінкен народився 16 квітня 1962 року в місті Йонкерс, штат Нью-Йорк, у родині євреїв Дональда Блінкена, дипломата й бізнесмена, що походив із сім'ї впливових нью-йоркських правників, та Джудіт Блінкен (уродженої Фрем), менеджерки танцювальної трупи.
По батьковій лінії Блінкен є правнуком уродженця Переяслава, випускника Київського комерційного училища Меїра Блінкена, емігранта з України, який був відомим у США єврейським письменником, що писав мовою їдиш під псевдонімом Б. Меєр. Його бабуся та дідусь по материнській лінії були угорськими євреями.
Батько Блінкена — колишній посол США в Угорщині, а дядько, Алан Блінкен, служив американським послом у Бельгії.
Блінкен відвідував школу Далтона в Нью-Йорку до 1971 року. Потім він переїхав до Парижа разом зі своєю матір'ю Джудіт та адвокатом Семюелем Пізаром, жертвою Голокосту, за якого мати вийшла заміж після розлучення з Дональдом. У Парижі він відвідував École Jeannine Manuel.
З 1980 до 1984 року Блінкен навчався в Гарвардському університеті, де займався соціальними дослідженнями та був одним із співредакторів щотижневого художнього журналу «Гарвард Крімзон». Блінкен також написав низку статей про поточні справи для цього журналу. Закінчивши університет зі ступенем бакалавра, Блінкен близько року працював стажером у «The New Republic». Він вступив на юридичний факультет Колумбійського університету 1985 року, захистивши докторат з права 1988 року. Після закінчення займався адвокатською діяльністю в Нью-Йорку та Парижі.
Блінкен працював зі своїм батьком Дональдом, щоб зібрати кошти для Майкла Дукакіса, кандидата від демократів на президентських виборах у США 1988 року.
У своїй монографії «Союзник проти Союзника: Америка, Європа та сибірська трубопровідна криза» (1987) Блінкен стверджував, що здійснення дипломатичного тиску на Радянський Союз під час сибірської трубопровідної кризи було менш важливим для американських інтересів, ніж підтримка міцних відносин між США та Європою. Книга Союзник проти Союзника була розвитком дипломної роботи Блінкена.

## Кар'єра

### Адміністрації Клінтона та Буша
Два десятиліття Блінкен обіймав керівні посади у зовнішній політиці в двох адміністраціях. Він був членом апарату Ради національної безпеки з 1994 до 2001 рр.. З 1994 до 1998 рік Блінкен був спеціальним помічником президента та старшим директором зі стратегічного планування та старшим директором РНБ з написання промов. З 1999 до 2001 року він був спеціальним помічником президента та старшим директором з питань Європи та Канади.

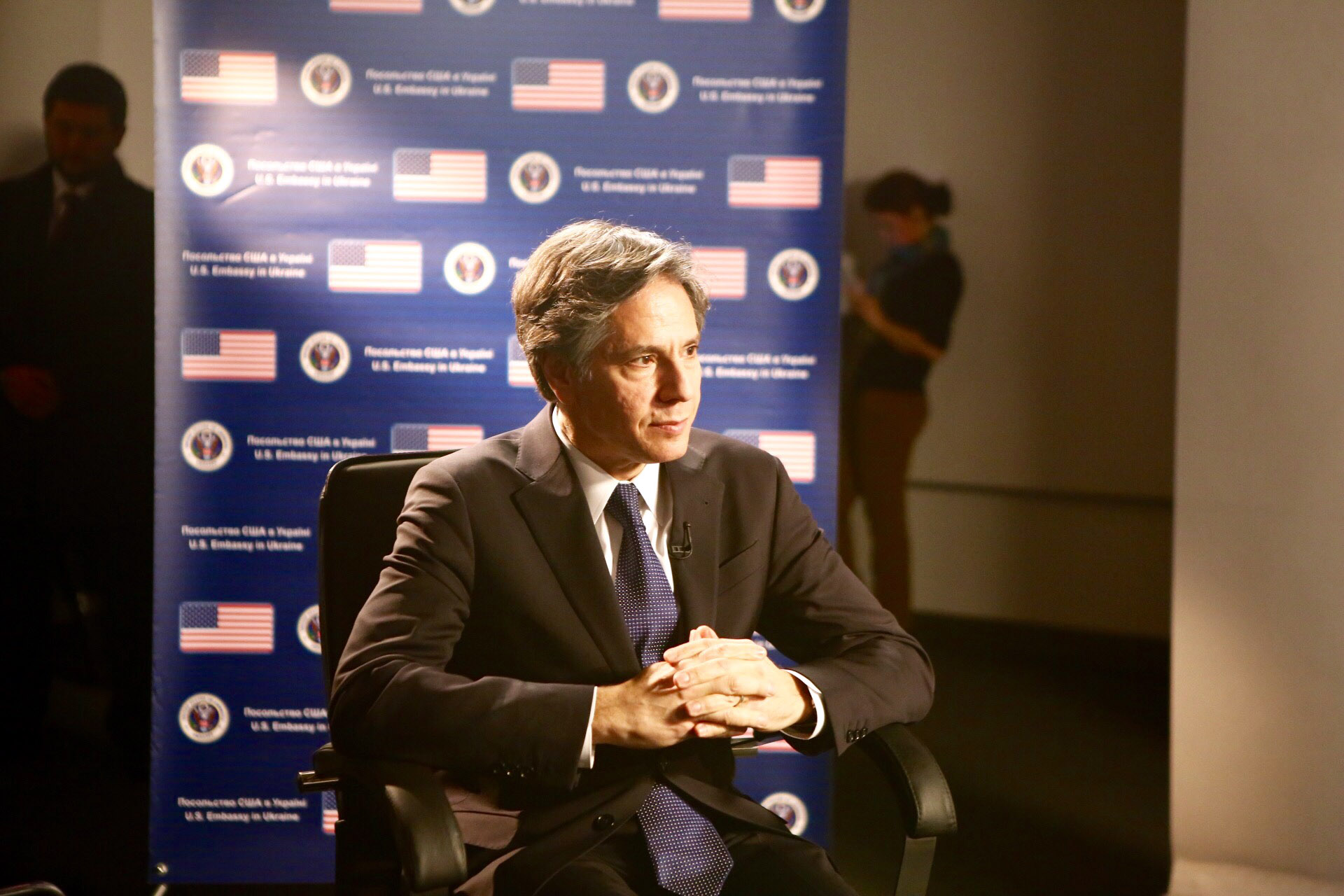
Інтерв'ю телеканалові Україна в Києві, 2015

Він підтримав вторгнення США в Ірак 2003 року. 2002 року Блінкен був призначений штатним директором Комітету із закордонних справ Сенату, обіймаючи цю посаду до 2008 року. Блінкен допоміг тодішньому сенатору Джо Байдену, голові комітету із закордонних справ Сенату, у формулюванні підтримки Байденом вторгнення США в Ірак, причому Блінкен характеризує голосування за вторгнення в Ірак як «голосування за жорстку дипломатію».
У роки після вторгнення США та окупації Іраку Блінкен допомагав Байдену формулювати в Сенаті пропозицію про створення в Іраку трьох незалежних регіонів, розділених за етнічною чи конфесійною ознакою. Пропозиція була відхилена переважною більшістю і в США, і в Іраку, де прем'єр-міністр виступив проти плану поділу.
Він також був старшим науковим співробітником Центру стратегічних та міжнародних досліджень. 2008 року Блінкен брав участь у президентській кампанії Джо Байдена і був членом президентської команди Обами-Байдена.

### Адміністрація Обами

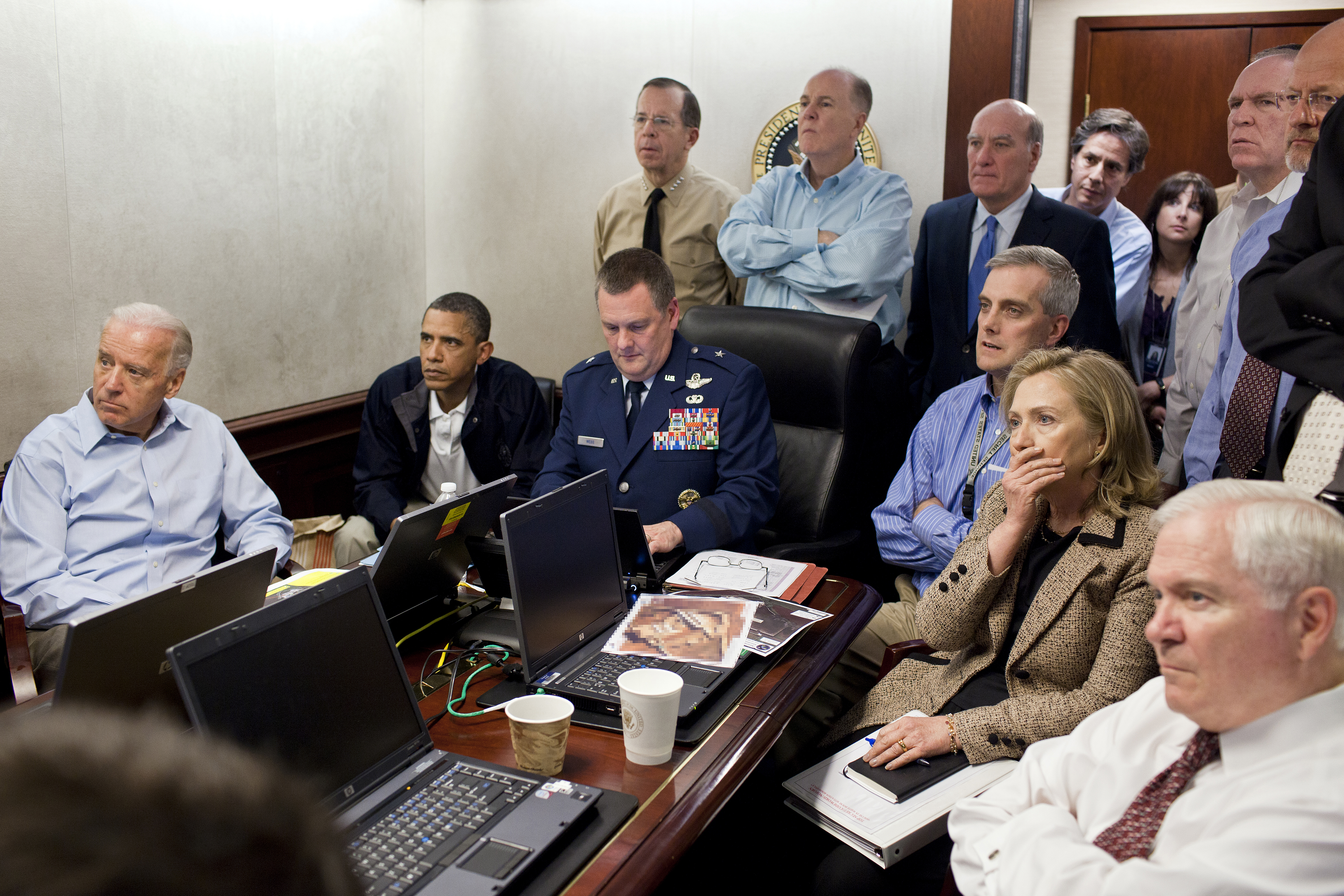
Блінкен серед колег у Ситуаційній кімнаті, у блакитній сорочці в задній частині кімнати під час рейду на сховок Усами Бін Ладена

З 2009 до 2013 року працював заступником помічника президента та радником віцепрезидента з питань національної безпеки. На цій посаді він допомагав формувати політику США щодо Афганістану, Пакистану та ядерної програми Ірану.
7 листопада 2014 року президент Обама оголосив, що призначить Блінкена на посаду заступника секретаря, замість Вільяма Джозефа Бернса, який пішов у відставку. 16 грудня 2014 р. Блінкен був затверджений Сенатом заступником держсекретаря 55 голосами проти 38.
Про рішення Обами 2011 року вбити Усаму бен Ладена Блінкен сказав наступне: «Я ніколи не бачив більш сміливого рішення, зробленого лідером». У профілі 2013 року посадовця характеризували як «[одного] із ключових гравців уряду в розробці сирійської політики» та офіційного публічного виразника цієї політики. Блінкен вплинув на формулювання реакції адміністрації Обами на анексію Криму Російською Федерацією після української революції 2014 року.
Блінкен підтримав військову інтервенцію в Лівії 2011 року та постачання зброї сирійським повстанцям. Він засудив спробу турецького перевороту 2016 року й висловив підтримку демократично обраному уряду Туреччини та його інституціям, але водночас розкритикував політичні арешти в Туреччині, які відбулись 2016 року У квітні 2015 Блінкен висловив підтримку втручанню Саудівської Аравії в Ємен. Він зазначив, що «в рамках цих зусиль ми прискорили постачання зброї, збільшили обмін розвідданими та створили спільну комісію з планування координації в оперативному центрі в Саудівській Аравії».

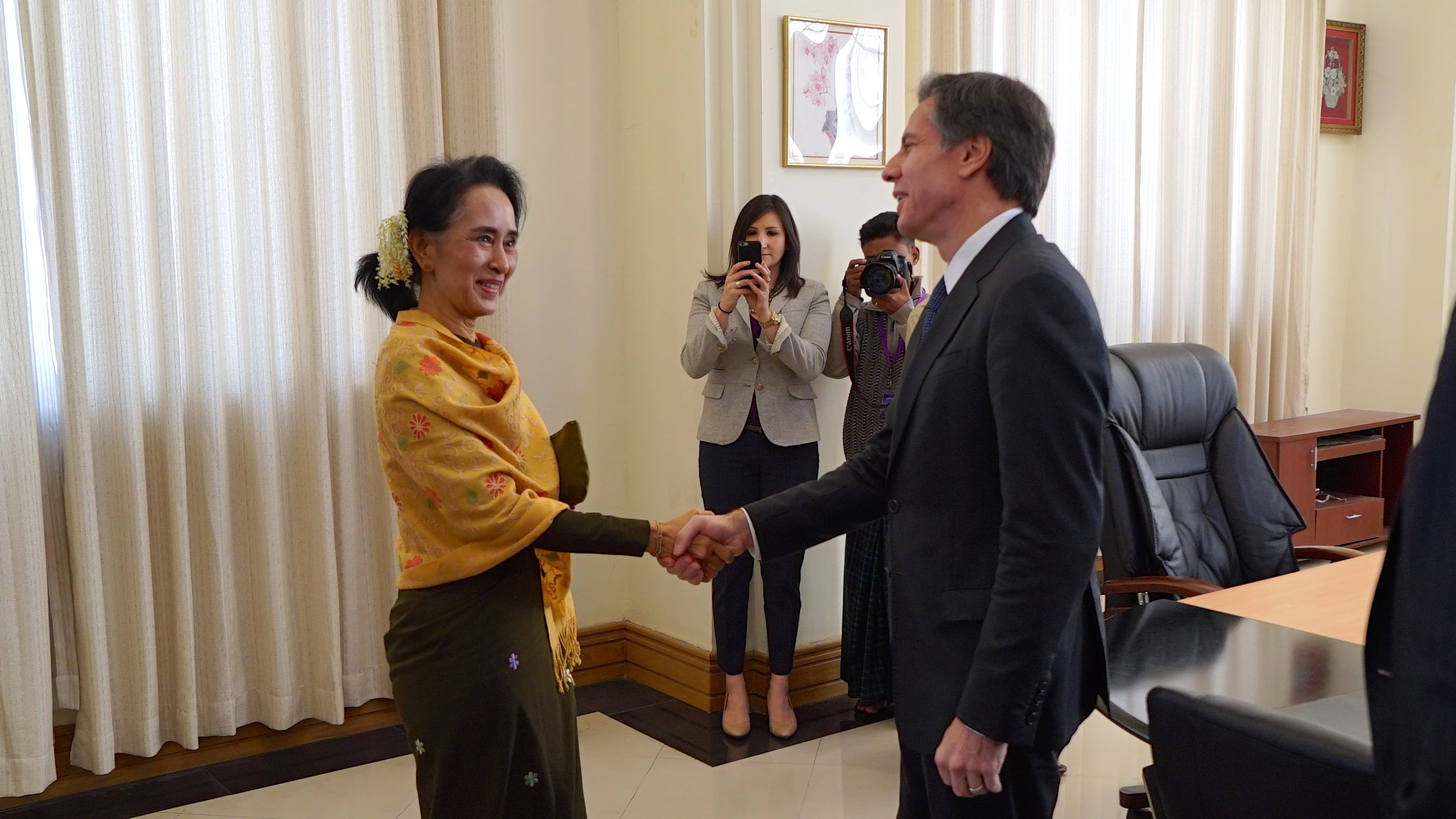
Блінкен з Аун Сан Су Чжі, лідеркою М'янми, 18 січня 2016 року

Блінкен працював з Байденом над запитами на американські гроші для поповнення арсеналу ізраїльських ракет-перехоплювачів «Залізний купол» під час конфлікту Ізраїль-Газа 2014 року. У травні 2015 року Блінкен розкритикував переслідування мусульман у М'янмі та попередив лідерів М'янми про небезпеку антимусульманського законодавства сказавши, що мусульмани-рогінья «повинні мати шлях до громадянства». Невизначеність, пов'язана з відсутністю будь-якого статусу, є однією з речей, яка може штовхнути людей до еміграції"
У червні 2015 року Блінкен заявив, що внаслідок авіаударів проти Ісламської держави, очолюваних американцями, було вбито понад 10 000 бійців ІДІЛ, унаслідок кампанії, розпочатої дев'ятьма місяцями раніше коаліцією під проводом США проти Ісламської держави. Він сказав, що ІДІЛ «нічого насправді не відстоює і залежить від людей, які піддадуться на будь-що».

### Приватний сектор

#### WestExec Advisors

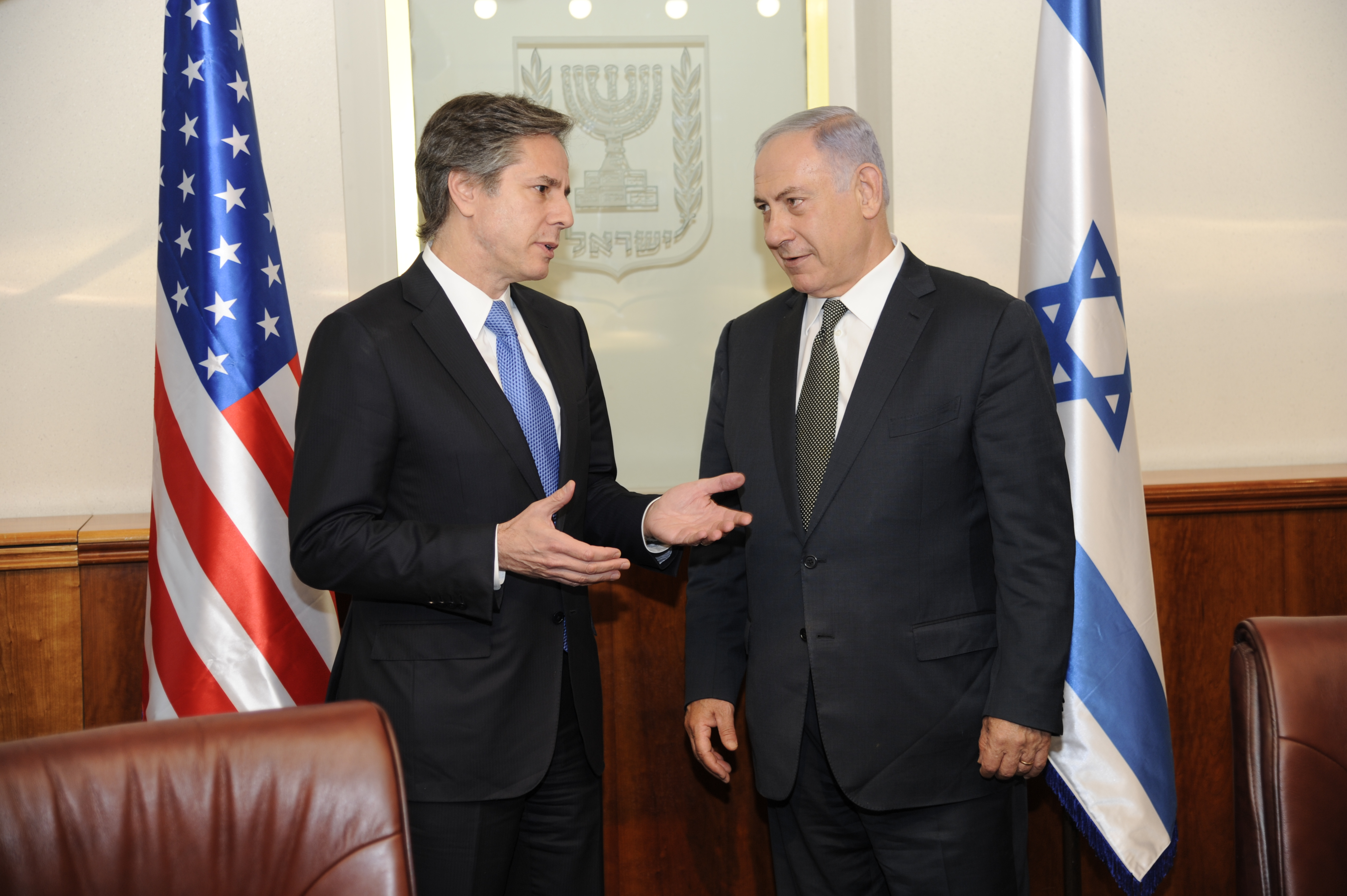
З прем'єр-міністром Ізраїлю Біньяміном Нетаньягу в Єрусалимі 16 червня 2016 року

2017 року Blinken був співзасновником WestExec Advisors, фірми, що консультує з питань політичної стратегії, разом із Мішель Флурной, Серхіо Аґірре та Нітіном Чаддою. Серед клієнтів WestExec — ґуґлівська Jigsaw, ізраїльська компанія, що працює над розробкою штучного інтелекту Windward, виробник безпілотників для спостереження Shield AI, який підписав 7,2-доларовий контракт з ВПС та «Fortune 100 types» За даними Foreign Policy, клієнтами фірми є «оборонна промисловість, приватні інвестиційні компанії та гедж-фонди». Блінкен отримав майже $ 1,2 мільйона компенсації від WestExec.
В інтерв'ю The Intercept Флурной описала роль WestExec як сприяння відносинам між фірмами Силіконової долини та Міністерством оборони та правоохоронних органів; Флурной та інші порівнювали WestExec із Kissinger Associates.

#### Pine Island Capital Partners
Блінкен, а також інші члени команди Байдена Мішель Флурной, колишня радниця Пентагону, та Ллойд Остін, чинний міністр оборони, є партнерами приватної інвестиційної компанії Pine Island Capital Partners, стратегічного партнера WestExec. Головою Пайн-Айленда є Джон Тейн, остатанній голова Merrill Lynch перед її продажем Банку Америки. Блінкен пішов у відпустку з Пайн-Айленда в серпні 2020 року, щоб долучитися до кампанії Байдена на посаді старшого радника з питань зовнішньої політики. Він сказав, що позбудеться власного пакету акцій Пайн-Айленда, якщо його затвердять на посаду в адміністрації Байдена.
Під час фінальної фази президентської кампанії Байдена Пайн-Айленд зібрав 218 млн доларів на Спеціальну компанію з придбання (SPAC), публічну пропозицію інвестувати в «оборонну галузь, державну службу та аерокосмічну промисловість» та допомогу COVID-19, яку проспект фірми (спочатку подано до SEC в вересні і завершено 13 листопада, 2020) прогнозував, що це буде вигідно, оскільки уряд розраховував на приватних підрядників для вирішення проблем пандемії. Тейн сказав, що обрав інших партнерів через їх «доступ, мережу та досвід».
У статті від « Нью-Йорк Таймс» від грудня 2020 року, що порушує питання про потенційний конфлікт інтересів між керівниками WestExec, радниками Pine Island, включно з Блінкеном, та службою в адміністрації Байдена, критики закликали до повного розкриття всіх фінансових відносин WestExec / Pine Island, позбавлення власності долі в компаніях, які торгують державними контрактами або користуються наявними контрактами, та запевнення в тому, що Блінкен та інші відмовляються від рішень, які можуть надати перевагу попереднім клієнтам.
Блінкен є членом Ради з міжнародних відносин. Станом на  2020 , Блінкен — аналітик глобальних питань каналу CNN.

### Адміністрація Байдена
Блінкен був радником з питань зовнішньої політики під час президентської кампанії Байдена 2020 року. 17 червня 2020 року Блінкен заявив, що Байден «не буде пов'язувати військову допомогу Ізраїлю з такими речами, як анексія або інші рішення ізраїльського уряду, з якими ми можемо не погодитися». Блінкен високо оцінив домовленості адміністрації Трампа та угоди про нормалізацію між Ізраїлем та Бахрейном та Об'єднаними Арабськими Еміратами.
28 жовтня 2020 р. Блінкен повідомив «Jewish Insider», що адміністрація Байдена планує «провести стратегічний перегляд» відносин між США та Саудівською Аравією, "щоб переконатися, що вона справді просуває наші інтереси і відповідає нашим цінностям ". Блінкен заявив JI, що адміністрація Байдена «продовжить без'ядерні» санкції проти Ірану «як сильний бар'єр від неправомірної поведінки Ірану в інших областях». Блінкен заявив, що адміністрація Трампа допомогла Китаю, «послабивши американські союзи, залишивши вакуум у світі для заповнення Китаєм, відмовившись від наших цінностей і давши Китаю зелене світло для порушення прав людини і демократії від Синьцзяна до Гонконгу».
Блінкен розповів про розбіжності Байдена з Індією щодо Кашміру та доповнень до Закону про громадянство, які, на думку критиків, дискримінують мусульман. Він підтримує продовження нового Договору про контроль над озброєннями з Росією щодо обмеження кількості ядерної зброї, розгорнутої обома сторонами. Він розкритикував рішення президента Трампа вийти з іранської ядерної угоди. У жовтні 2020 року газета New York Times описала Блінкена як такого, що має «вухо Байдена з питань політики».
22 листопада 2020 року Bloomberg News повідомив, що Байден обрав Блінкена своїм кандидатом на посаду державного секретаря. Пізніше ці повідомлення були підтверджені The New York Times та іншими виданнями. 24 листопада 2020 р., Після оголошення Байденом обрання його на посаду Державного секретаря, Блінкен заявив, що «[ми] не можемо вирішувати всі світові проблеми самостійно» і «[нам] потрібно працювати з іншими країнами». Раніше він зауважив у вересні 2020 року в інтерв'ю Associated Press, що «демократія відступає по всьому світу, і, на жаль, вона відступає і вдома, оскільки президент день-у-день нищить наші інституцій, наші цінностей та наших людей».
7 січня 2021 року Державний департамент наказав дипломатам затвердити перемогу Байдена. 8 січня секретар Майк Помпео зустрівся з кандидатом на посаду держсекретаря Блінкеном.
Під час слухань щодо його затвердження на посаду держсекретаря Блінкен заявив, що Державний департамент Байдена буде утримувати американське посольство в Ізраїлі в Єрусалимі і буде шукати рішення ізраїльсько-палестинського конфлікту «двома державами». Крім того, він, визнаючи яструбиний підхід адміністрації Трампа, охарактеризував Китай як «техно-автократію», яка прагне домінувати в світі, вказав на бажання прийняти політичних біженців з Гонконгу, заявив, що прихильність адміністрації Байдена до захисту Тайваню буде «абсолютно дотримана», і що напад КНР на острів «став би серйозною помилкою з їхнього боку». Він заявив, що співпраця між Індією та США з питань, включно зі зміною клімату, є правдоподібною перспективою.
У вересні 2023 року, під час повномасштабного вторгнення РФ до України, Блінкен з офіційним візитом відвідав Київ, де зустрівся з міністром МЗС Кулебою і оголосив про новий пакет допомоги Україні.

## Зовнішньополітичні позиції
2015 року Блінкен заявив, що вибір між підтримкою Туреччини та сирійської курдської YPG «навіть не є предметом обговорення», оскільки Туреччина є «важливим союзником США». 2017 року Блінкен опублікував статтю у The New York Times з аргументацією за озброєння сирійських курдів для перемоги над ІДІЛ, водночас закликаючи США «подвоїти підтримку боротьби Туреччини проти РПК» Він критикував рішення президента Трампа вивести американські війська з півночі Сирії. У жовтні 2020 року він виступив проти заклику президента Туреччини Реджепа Ердогана щодо «рішення двох країн на Кіпрі», заявивши, що адміністрація Байдена прагне до возз'єднання Кіпру.
19 листопада 2020 року Блінкен висловив стурбованість у зв'язку з повідомленнями про ескалацію етнічної напруженості в Ефіопському районі Тіграй і закликав до мирного врегулювання конфлікту.
Блінкен назвав Brexit «справжнім болотом». Він висловив занепокоєння продовженням порушень прав людини режимом Ель-Сісі в Єгипті. Засудив арешт трьох захисників прав людини і написав у твіттері, що "Зустріч із іноземними дипломатами не є злочином. Як не є ним і мирні виступи на захист прав людини ". Блінкен охарактеризував торгову угоду президента Трампа з Китаєм як «розвал» Він сказав, що нереально «повністю відмежуватись» від Китаю. Він висловив підтримку "зміцненню економічних зв'язків з Тайванем ".
29 березня 2023 року, у російському Єкатеринбурзі співробітники ФСБ затримали журналіста The Wall Street Journal Евана Гершковича нібито за «шпигунство». У відповідь на це, 30 березня 2023 року, Держсекретар Сполучених Штатів Ентоні Блінкен закликав американців покинути територію Росії.

### Заяви і позиція щодо України
5 березня 2021 з'явились повідомлення про санкції, накладені Держдепом США на Ігора Коломойського за особистою вказівкою
Ентоні Блінкена. Блінкен персонально оголосив про це й додав, що санкції підтверджують прагнення США підтримувати політичні, економічні та правові реформи, які є ключовими для євроатлантичного шляху України, а також не виключив подальших санкційних рішень щодо громадян України, які цьому перешкоджають.
6 травня 2021 року Блінкен здійснив свій перший на посаді Держсекретаря США візит до Києва. Літак американської делегації приземлився у Києві в ніч з 5 на 6 травня. «Прибув до Києва з прагненням посилити партнерство між Україною і США», — повідомив Блінкен одразу після прибуття. Під час візиту Держсекретар провів зустрічі із президентом Зеленським, предстоятелем Православної церкви України (ПЦУ) митрополитом Епіфанієм, головою Верховної Ради Дмитром Разумковим та головами депутатських фракцій, мером Києва Віталієм Кличком, міністром закордонних справ України Дмитром Кулебою.

## Зв'язок з Україною
Згідно із даними з американських архівів, які знайшов журналіст Дмитро Анопченко, родина Блінкена — його прадід Меїр Блінкін (якому на той час було 25 років) із сином Хершелем — прибули теплоходом до Нью-Йорка на Елліс-айленд у 1904 році. Їхнє прізвище на той момент було Блінкін, проте у судових документах, які теж віднайшли, англійською мовою закінчення «кін» записали, використовуючи літеру «e» — і таким чином Блінкін перетворилося на Блінкен. Родина здійснила подорож із пересадками через Гамбург та Ліверпуль із найдешевшими квитками, тобто мала весь час знаходитися не в каютах, а на палубі. Рідним містом (і це зафіксовано у документах) вони назвали Київ.
У своєму інтерв'ю для Спілки вивчення дипломатії і навчання рідний дядько Тоні Блінкена дипломат Алан Блінкен сказав:
| «Мій батько приїхав з Києва 1904 року [...]. Київ часів Російської імперії (зараз це Україна) не був зручним місцем для євреїв. Його батько був відомим драматургом...» Оригінальний текст (англ.) My father came over from Kiev in 1904 [...] Kyiv in Russia, or the Ukraine today, was not a place that was comfortable for somebody who was Jewish. His father had been a well-known playwright poet. |

## Особисте життя
2002 року Блінкен одружився з Юен Раян на дво-деномінаційній церемонії, проведеній рабином і священником у Католицькій церкві Святої Трійці у Вашингтоні, округ Колумбія. У них двоє дітей. Він вільно говорить французькою Грає на гітарі й має записані три пісні, доступні на Spotify за ніком ABlinken Блінкен є євреєм.
На щорічне святкування Гелловіну в Білому домі 31 жовтня 2023 року їх діти прийшли в оригінальних костюмах. Син подружжя прийшов у спортивному костюмі кольору хакі зі значком із прапорцями США та України на грудях, як перефраз образу президента України Володимира Зеленського, а донька була вбрана у кольори українського стяга: синю сукню із жовтою хусткою на плечах.

## Нагороди
- Орден князя Ярослава Мудрого II ст. (Україна, 23 серпня 2022) — за значні особисті заслуги у зміцненні міждержавного співробітництва, підтримку державного суверенітету та територіальної цілісності України, вагомий внесок у популяризацію Української держави у світі.[116]

## Публікації
- Blinken, Antony J. (1987). Ally versus Ally: America, Europe, and the Siberian Pipeline Crisis. New York: Praeger. ISBN 0-275-92410-6. OCLC 14359172.
- Blinken, Antony J. (2001). The False Crisis Over the Atlantic. Foreign Affairs (англ.). 80 (3): 35—48. doi:10.2307/20050149. JSTOR 20050149.
- Blinken, Antony J. (June 2002). Winning the War of Ideas. The Washington Quarterly (англ.). 25 (2): 101—114. doi:10.1162/01636600252820162. ISSN 0163-660X.
- Blinken, Antony J. (December 2003). From Preemption to Engagement. Survival (англ.). 45 (4): 33—60. doi:10.1080/00396330312331343576. ISSN 0039-6338.